# Cassetto

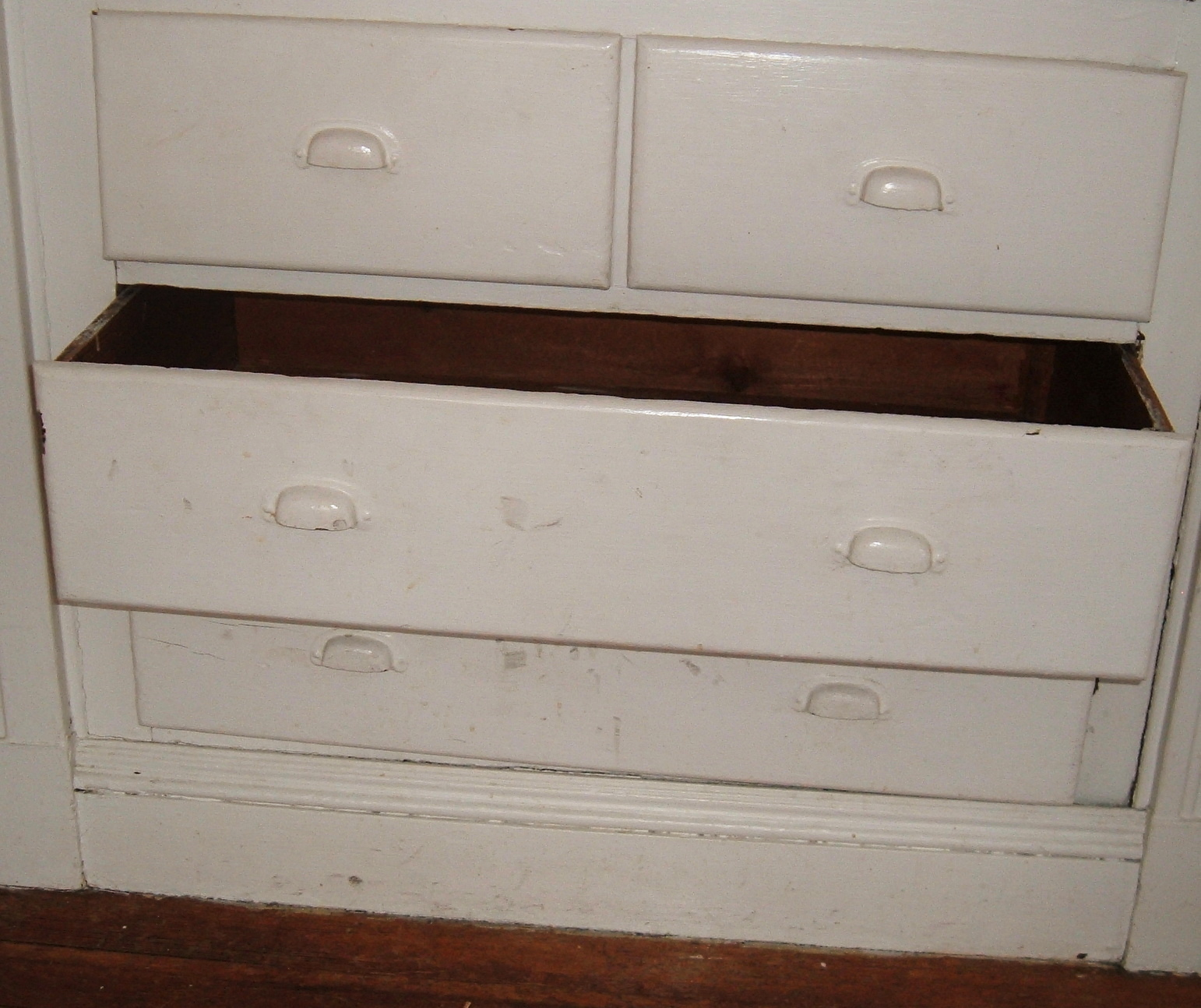
Cassetto con facciata a incasso in un mobile

Il cassetto è un contenitore di forma parallelepipeda, con base quadrata o rettangolare, utilizzato come un contenitore che si inserisce generalmente in un mobile.

## Tipi

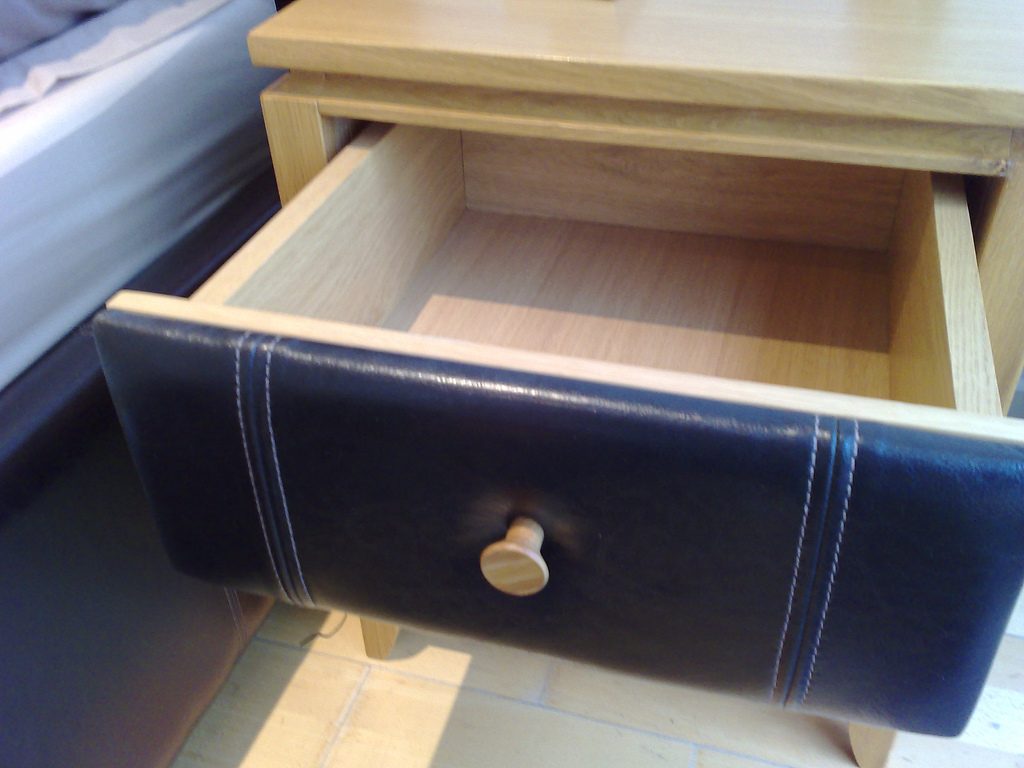
Cassetto con facciata riportata in un comodino (aperto)

A seconda di come sono inseriti all'interno del mobile, i cassetti possono essere:
- con facciata a incasso: la facciata del cassetto, quando è chiuso, non sporge dal mobile;[2] in questa maniera il cassetto risulta meno appariscente;[2]
- con facciata riportata: la facciata del cassetto, quando è chiuso, sporge dal mobile;[2] questo tipo di cassetto è usato ad esempio quando si vuole dare risalto al cassetto, che quindi funge da elemento decorativo, come nel caso di cassetti con modanatura.[2]

## Materiali e componenti
I cassetti sono solitamente costruiti in legno, materiali plastici o alluminio. Sono solitamente muniti di un pomello, una maniglia o una scanalatura che ne facilitano l'estrazione dal mobile in cui è inserito il cassetto.
I cassetti scorrono all'interno del mobile dove sono inseriti per mezzo di guide, in modo da permetterne l'estrazione (spingendo il cassetto in fuori), l'accesso al contenuto e la chiusura (spingendo il cassetto in dentro).
Nei casi più semplici, le guide possono essere costituite da listelli in legno, opportunamente piallati e levigati per facilitare lo scorrimento del cassetto. Le guide possono essere costruite anche in plastica o in alluminio. Guide più complesse e più comode da usare sono invece dotate di cuscinetti a sfera.
Esistono anche guide ad estrazione totale (che permettono di estrarre completamente il cassetto dal mobile senza farlo cadere, in modo da accedere più facilmente al suo contenuto) e guide ammortizzate (che permettono di chiudere il cassetto più dolcemente, evitando che il cassetto sbatta al mobile).
In alcuni casi, i cassetti sono forniti di chiusura a chiave, in modo da evitare che persone non autorizzate o bambini possano accedere al contenuto del cassetto (ad esempio per motivi di sicurezza o di riservatezza o per proteggere oggetti di un certo valore economico o affettivo).

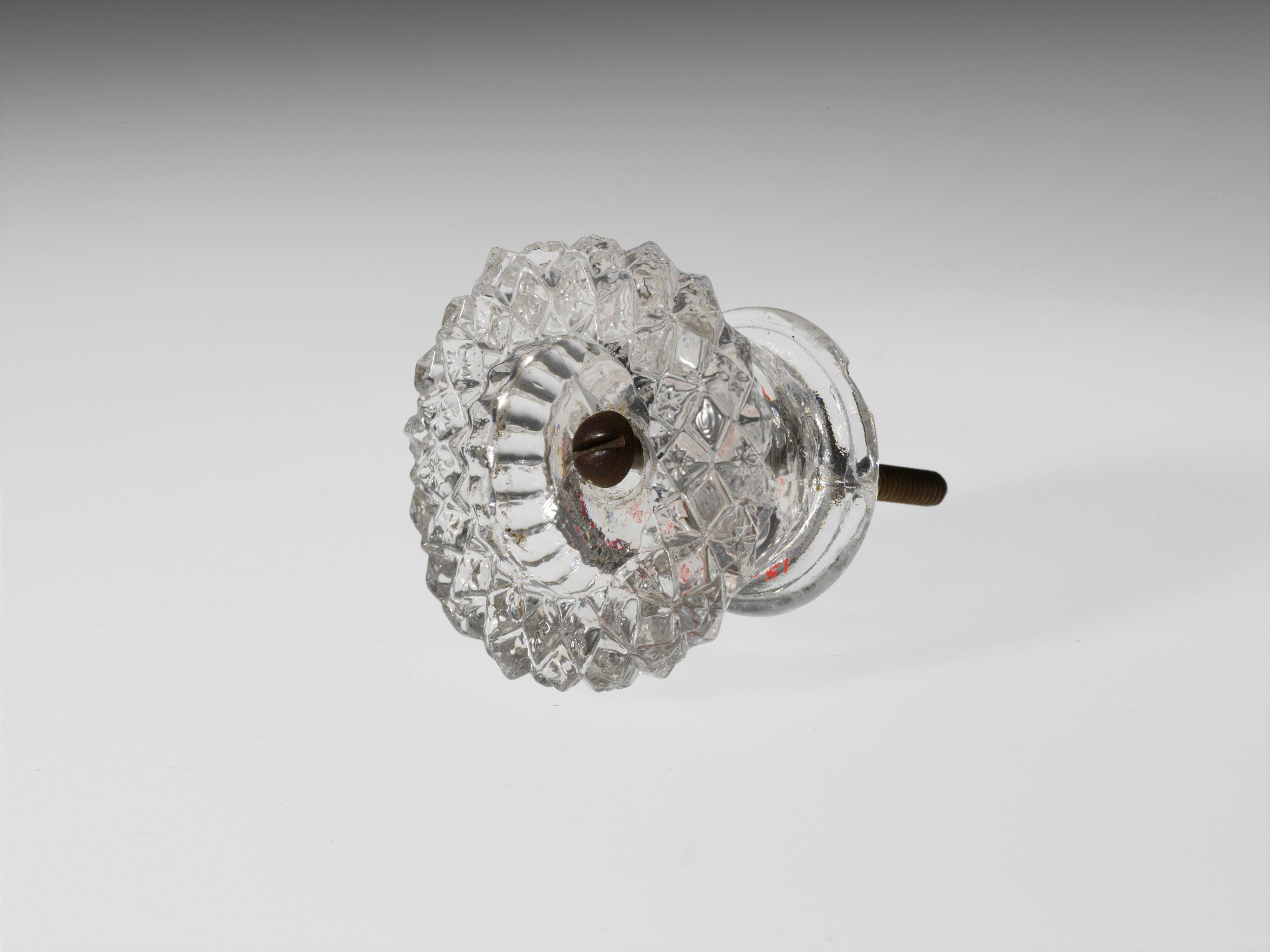
Pomello di cassetto in vetro
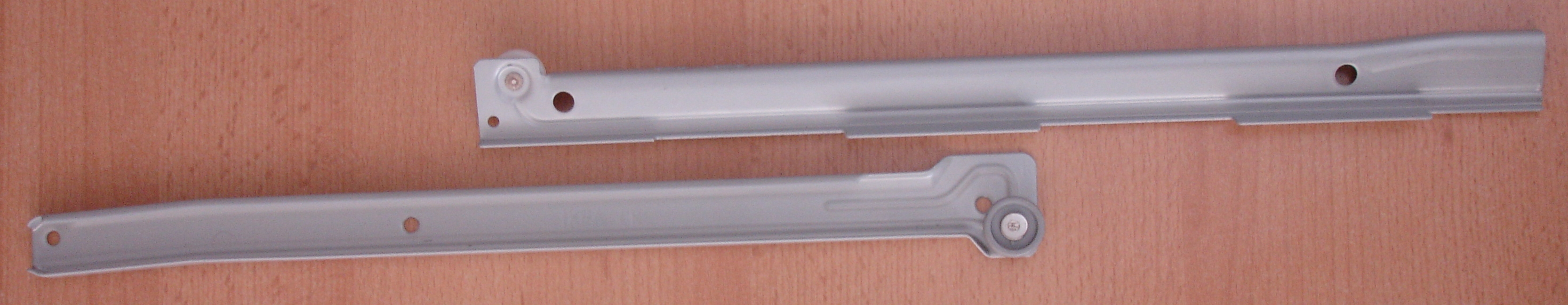
Esempio di guida per cassetti
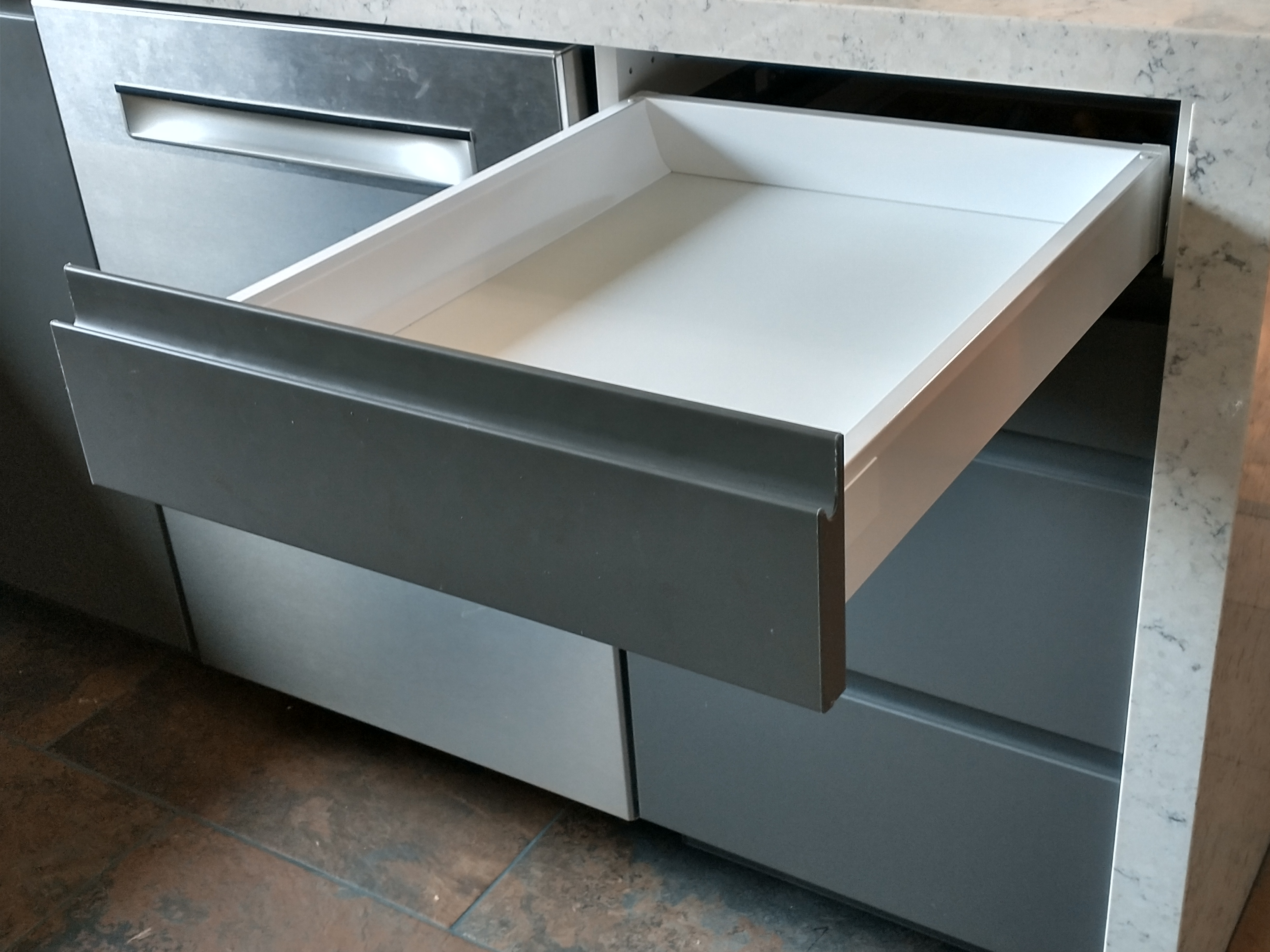
Cassetto con guide ad estrazione totale

## Utilizzi
I pezzi di mobilio in cui i cassetti sono solitamente incorporati sono cassettiere, cassettoni, armadi, comò, scrivanie, classificatori e cucine.
Oltre ad essere utilizzati nei mobili, i cassetti possono essere utilizzati anche per altri scopi, ad esempio nei frigoriferi, nei congelatori, nei registratori di cassa, nelle cassettiere portautensili, nei quadri elettrici a cassetti estraibili, ecc.

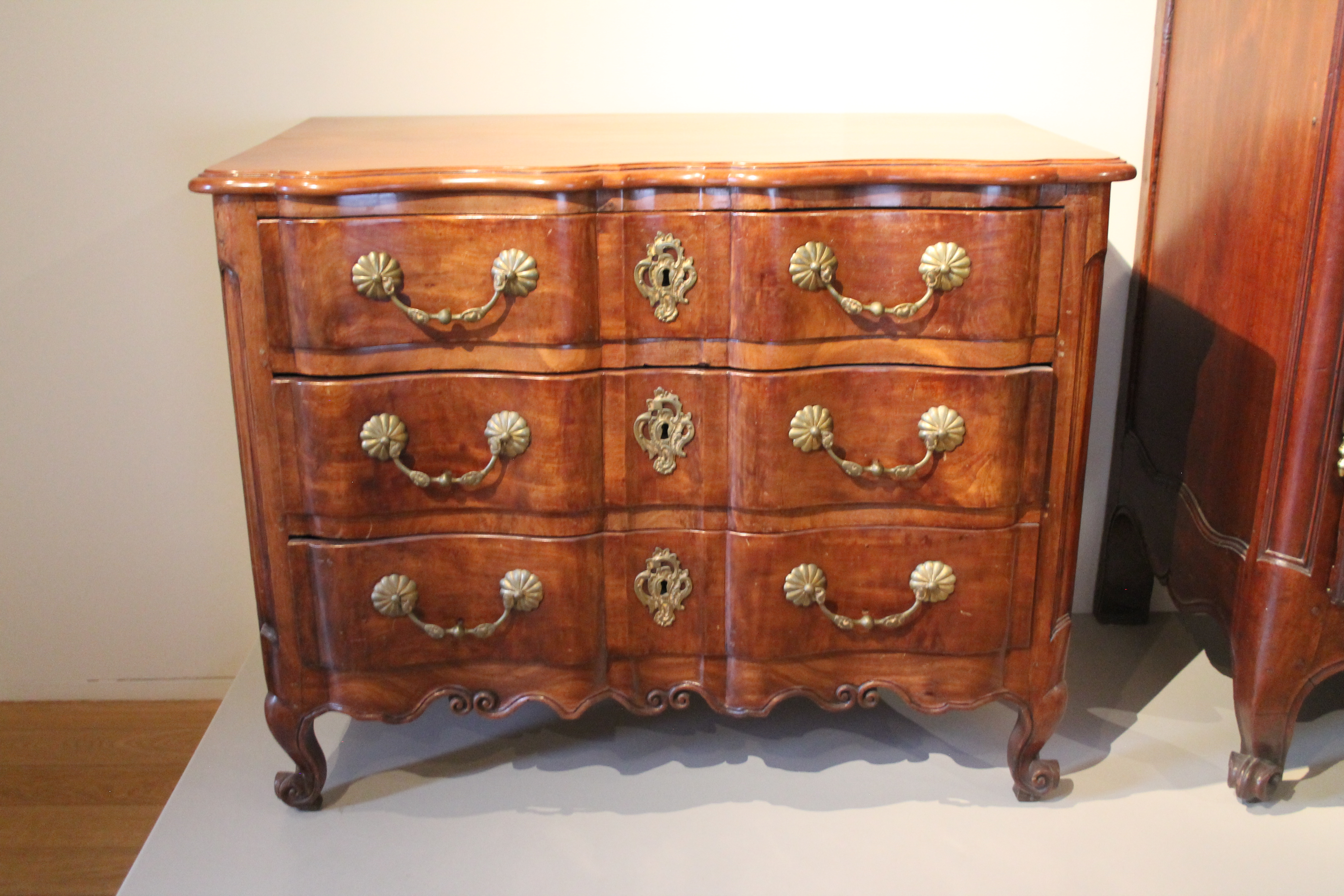
Cassettone in legno con cassetti dotati di maniglie e chiusura a chiave
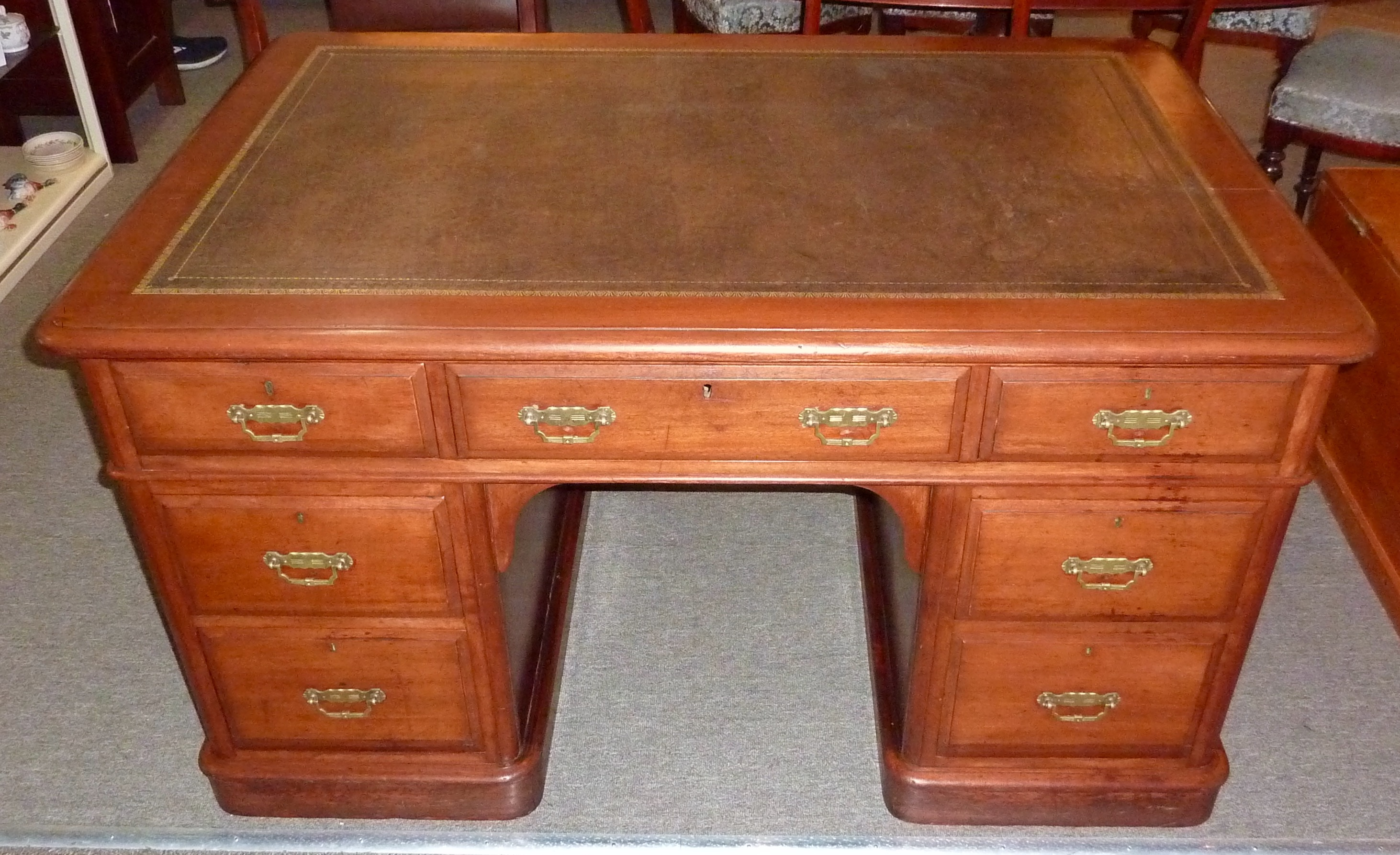
Scrivania con cassetti in legno
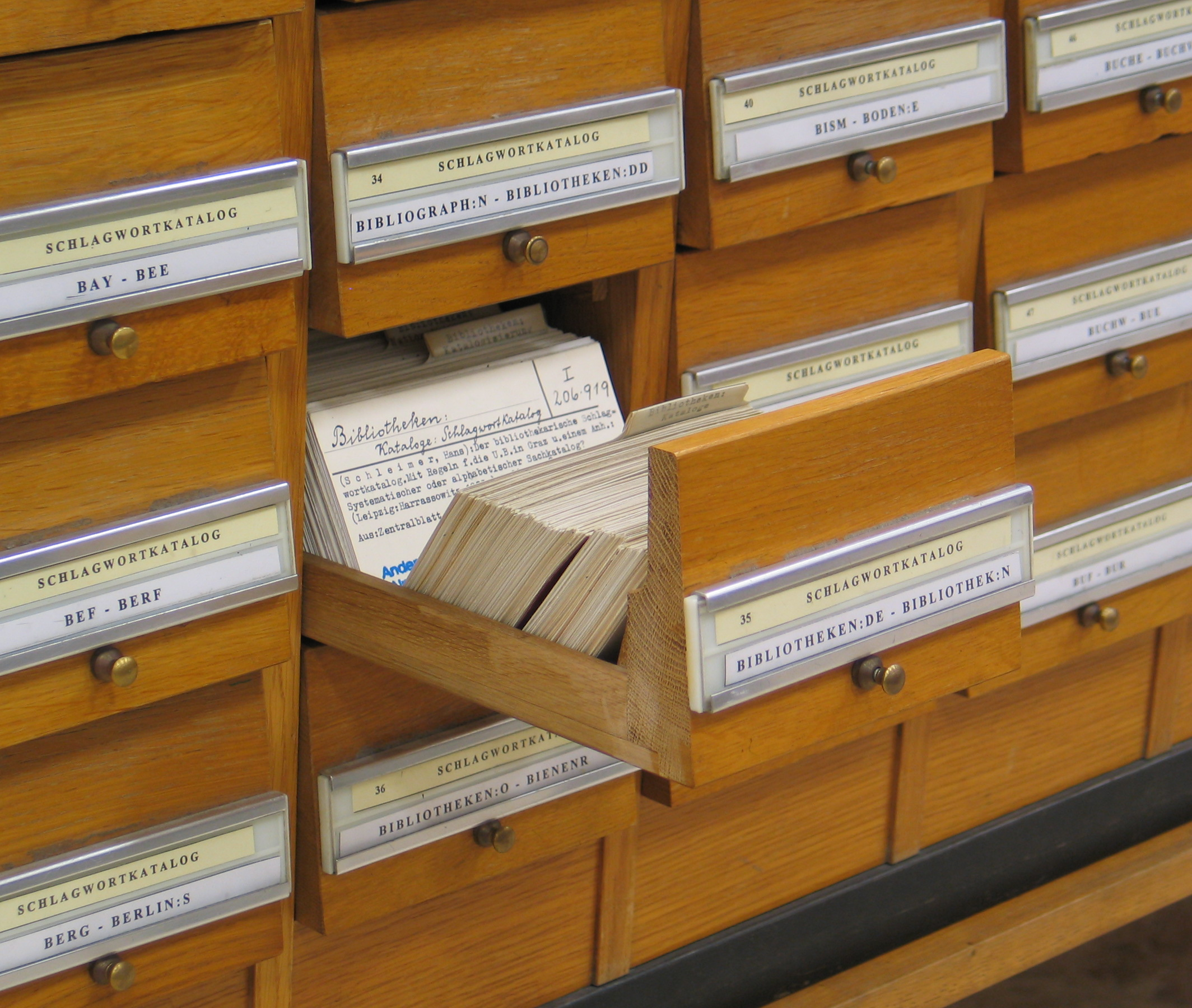
Cassetti all'interno dell'archivio tematico della biblioteca dell'Università di Graz
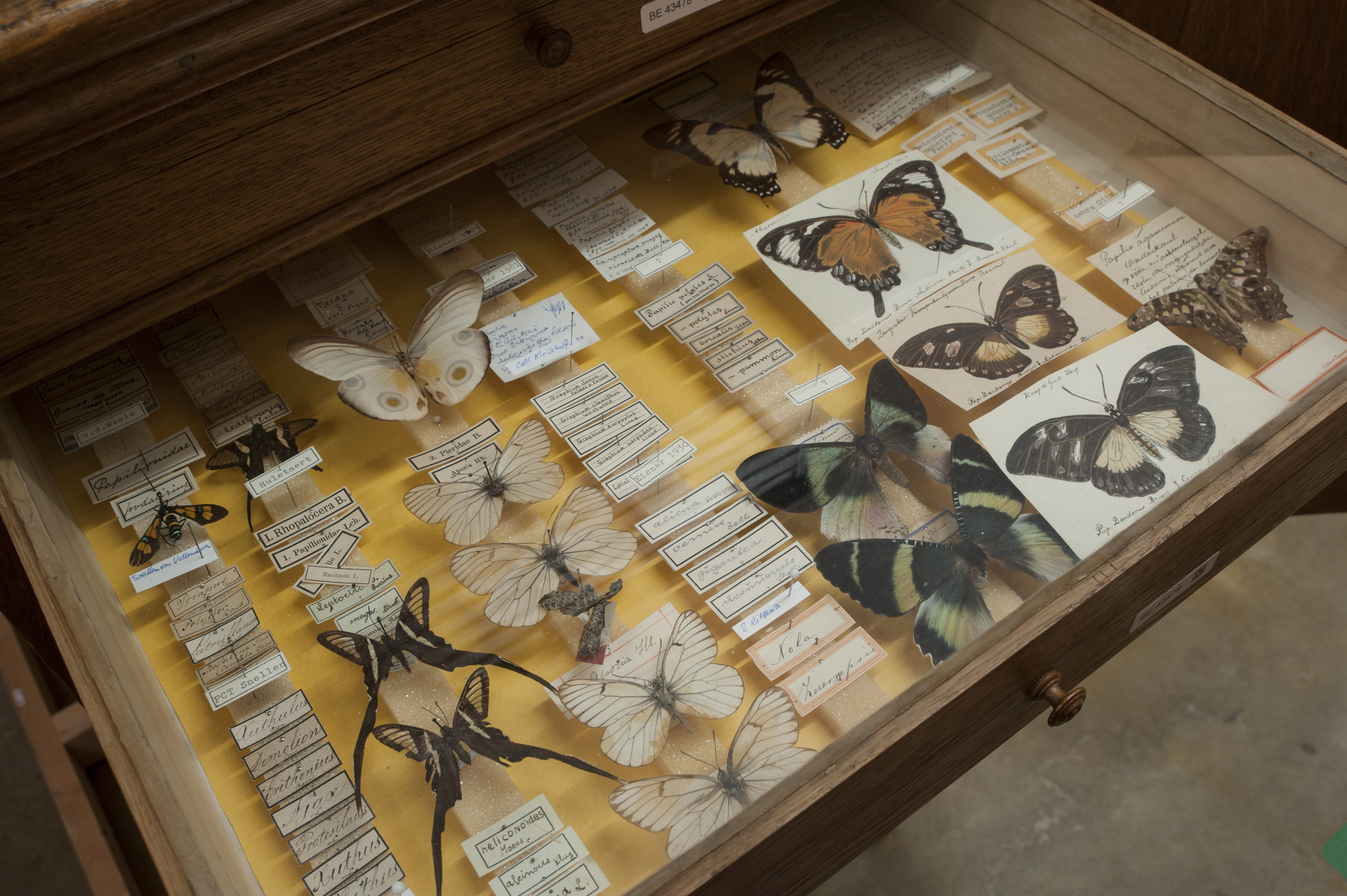
Esemplari di farfalle all'interno di un cassetto nel Museo di storia naturale di Leiden
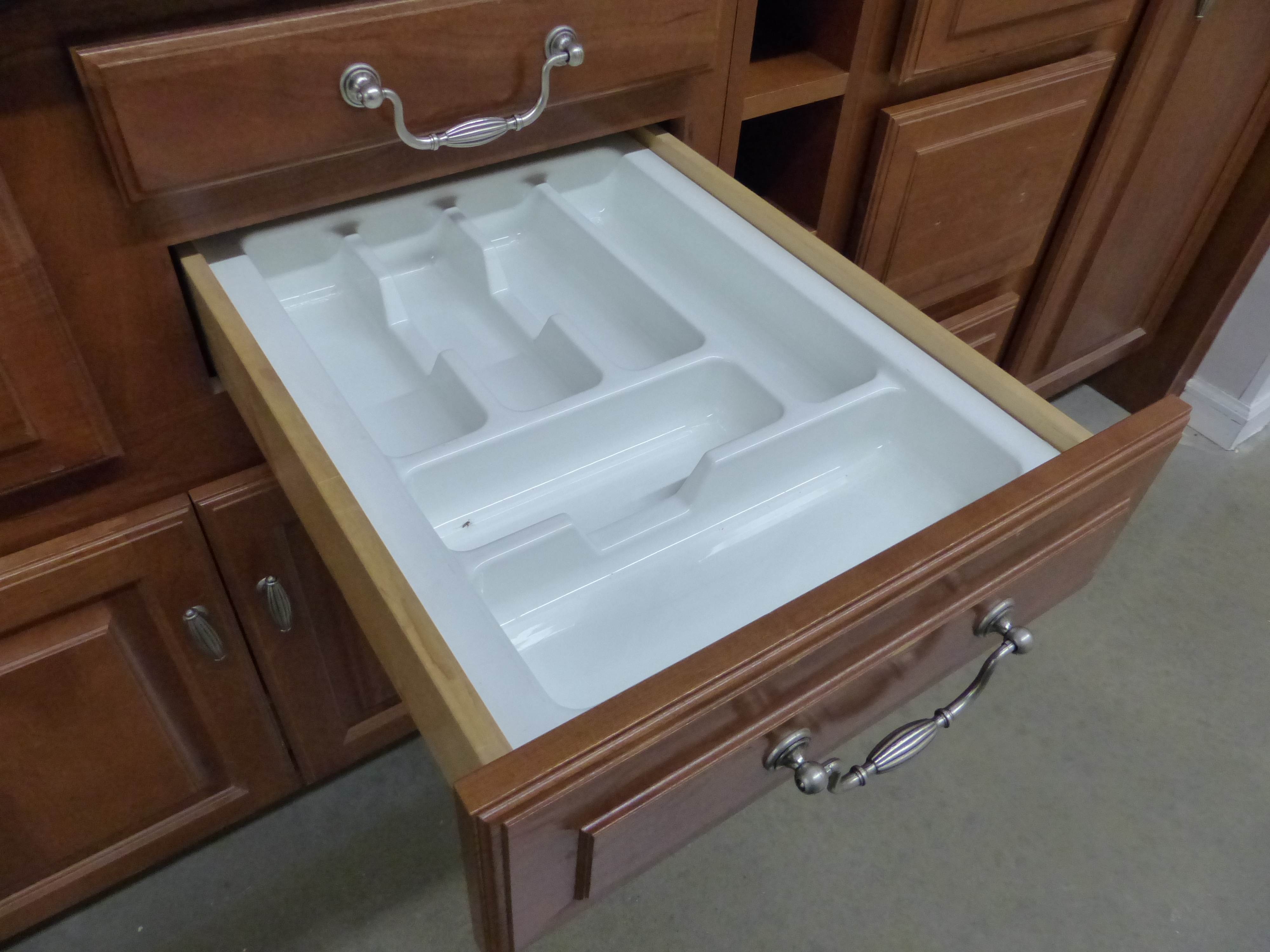
Cassetto di una cucina con organizzatore in plastica
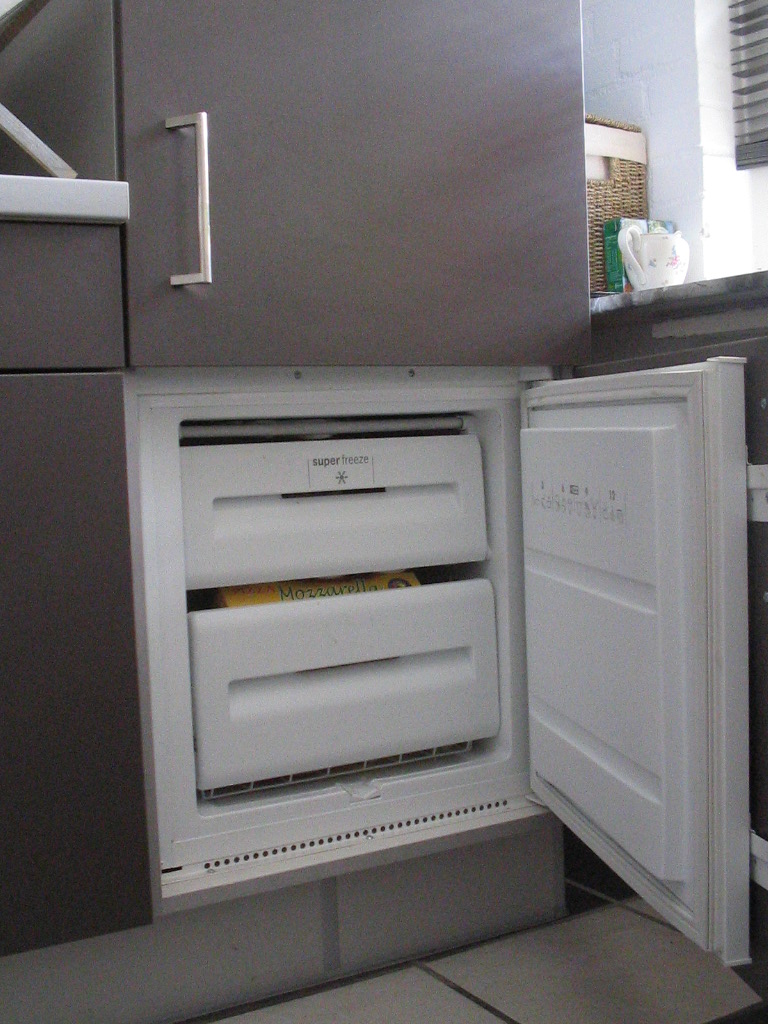
Cassetti di plastica in un congelatore
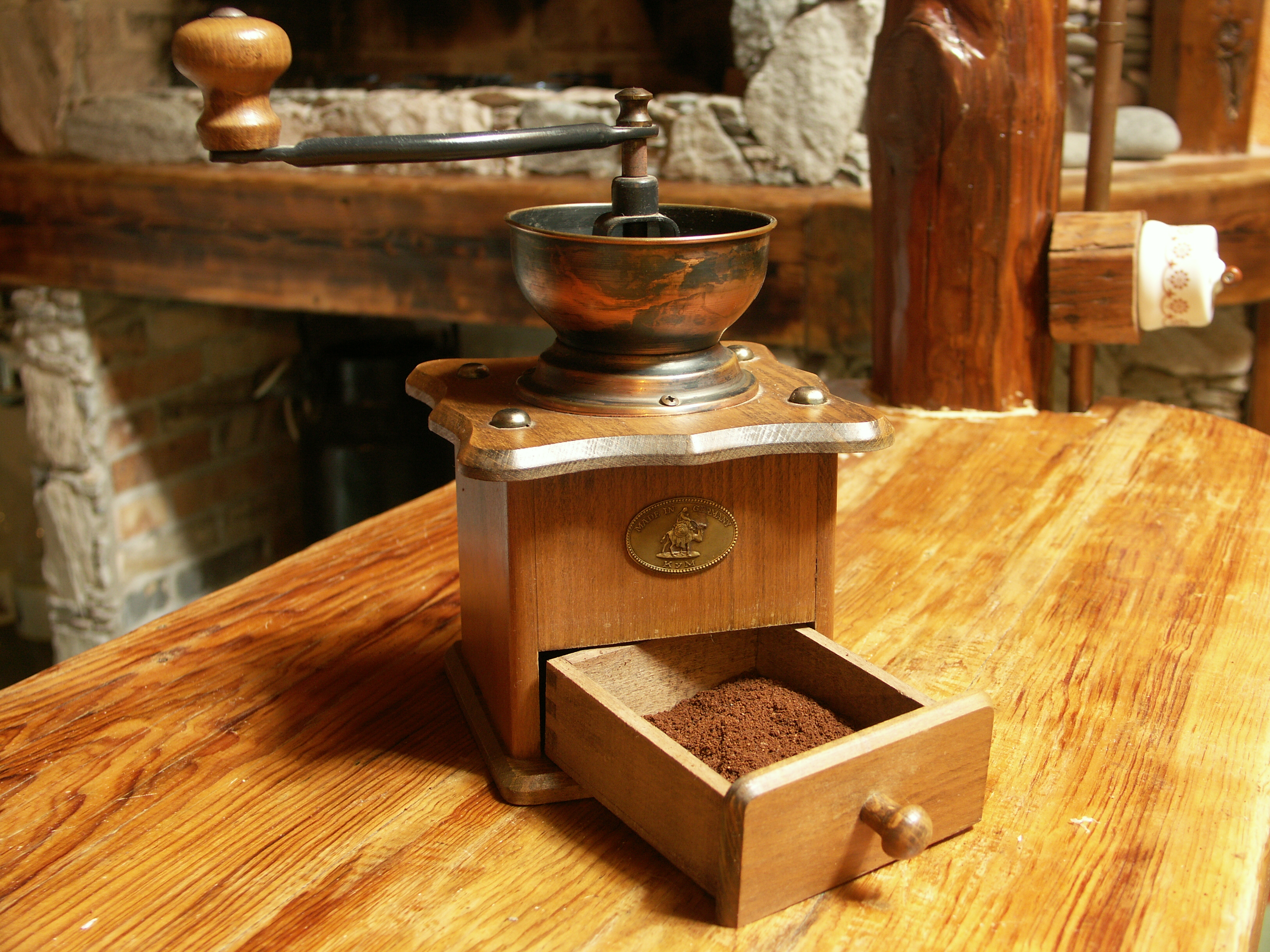
Cassettino in un macinacaffè
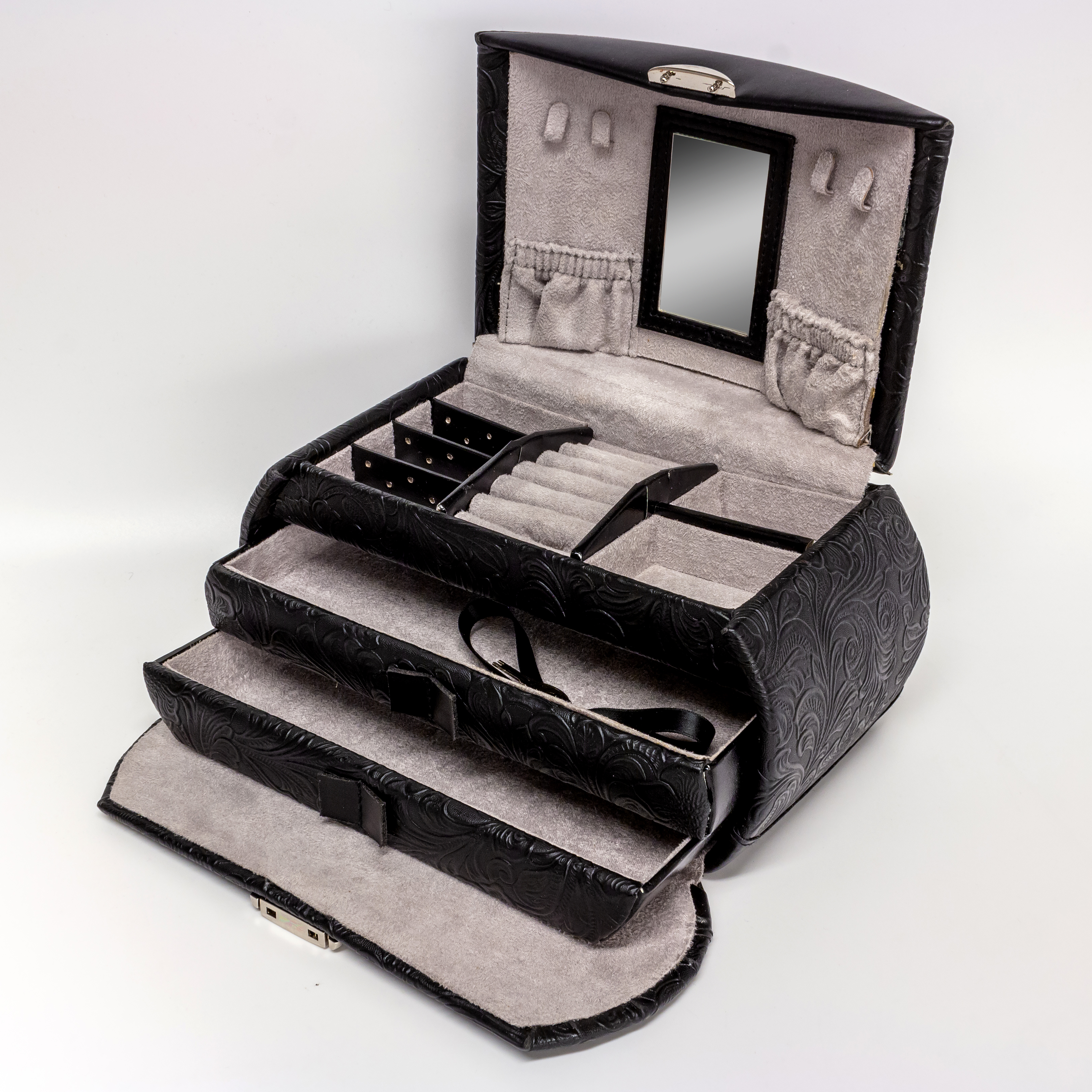
Portagioie con cassettini
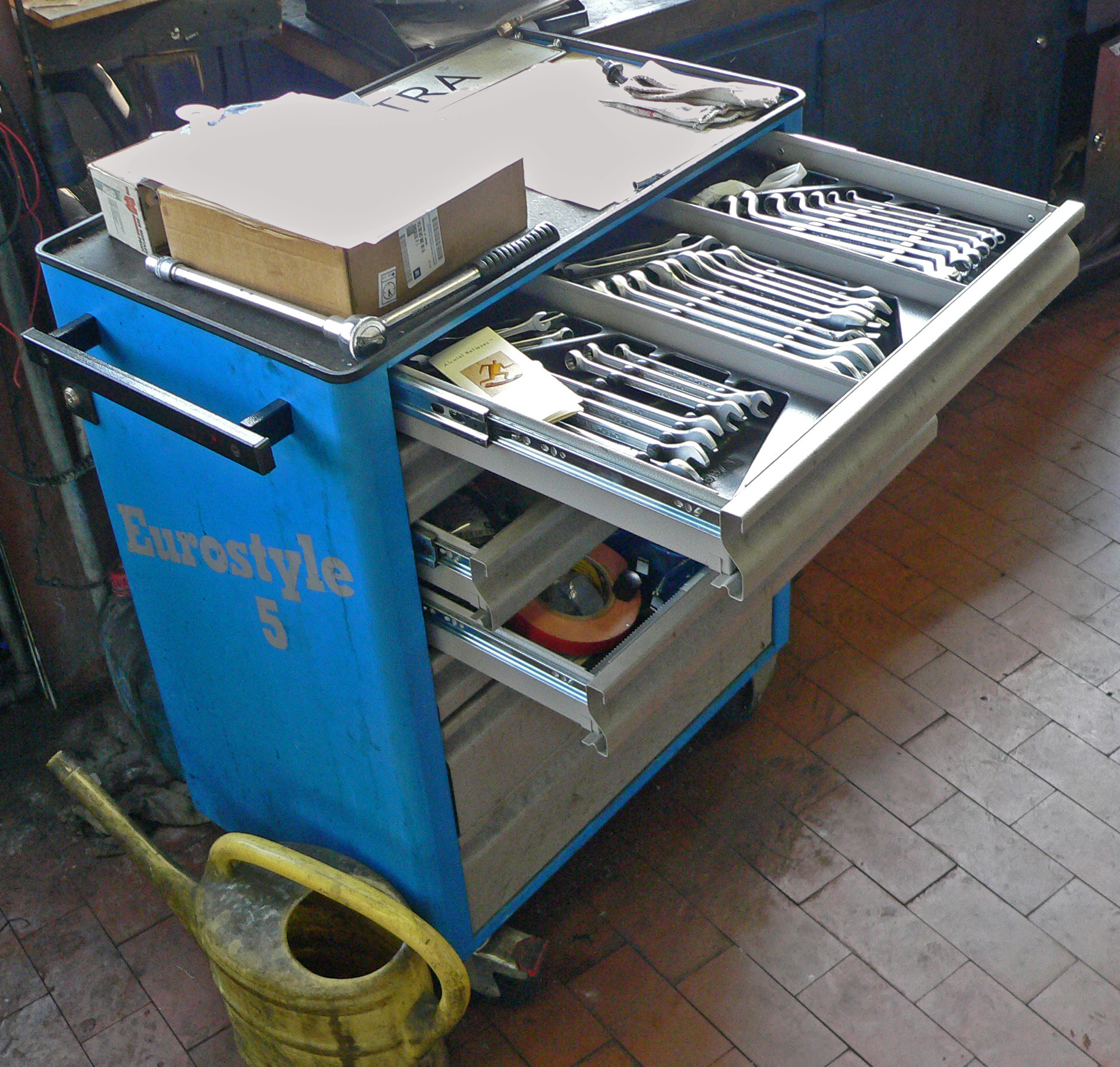
Cassettiera portautensili